# Congocepheus velatus
Congocepheus velatus är en kvalsterart som beskrevs av Sandór Mahunka 1986. Congocepheus velatus ingår i släktet Congocepheus och familjen Carabodidae. Inga underarter finns listade i Catalogue of Life.